# Likud
Likud (hebr. ליכוד; »ujedinjenje«, službeno Likud – Nacionalni liberalni pokret) najveća je desna politička stranka u Izraelu. 

## Likud na izborima
Stranku je 1973. osnovao 6. izraelski premijer Menahem Begin kao savez nekoliko konzervativnih i liberlanih stranka. 
Likud je odnio uvjerljivu pobjedu na parlamentarnim izborima 1977. što je označilo glavnu prekretnicu u novijoj Izraelskoj političkoj povijesti – tada po prvi puta lijeve političke stranke nisu uspjele formirati vladu. Stranka je upravljala Izraelom tijekom 1980-ih. Likud je izgubio izbore 1992. te se vratio u opoziciju. 
Na izborima 1996. Likud je ponovo pobijedio te je Benjamin Netanyahu dobio mandat za sastav nove vlade. Nakon što je Netanyahuovoj vladi izglasano nepovjerenje 1999., održani su novi izbori na kojima je pobijedila lijevo-liberalna koalicija Jedan Izrael, koju je predvodio Ehud Barak. Na izborima 2001., predsjednik Likuda Ariel Sharon je pobijedio Baraku te dobio mandat za sastavljanje vlade. 
Nakon što je Likud ostvario uvjerljivu pobjednu na izborima 2003, uslijedio je raskol 2005. kada je Sharon sa svojim pristalicama napustio stranku i osnovao novu, Kadimu. Ovo je rezultiralo teškim porazom Likuda na izborima 2006. te je stranka pala na četvrto mjesto izgubivši 28 mandata u Knessetu. Nakon izbora 2009., Likud je dobio petnaest mjesta te formirao koalicijsku vladu s konzervativnim strankama Yisrael Beiteinu i Shas. Benjamin Netanyahu je ponovo postao premijer te se zadržao na vlasti i nakon izbora 2013. i 2015. godine.

## Stajališta
Temelj Likudove politike je naglašavanje nacionalne sigurnosti koju osigurava jaka vojna sila s obzirom na trajno neprijateljstvo kojemu je Izrael izložen. Vođe Likuda su pokazale nevoljkost da pregovaraju sa susjednim zemljama za koje vjeruju da žele uništiti Izrael. No unatoč tome, 1979. godine su podržali potpisivanje mirovnog sporazuma s Egiptom. Volja za pregovore s Arapima se može objasniti željom da Likud zadrži svoj dominantan položaj na desnici u odnosu na novoformirane desničarske stranke.
Likud u potpunosti podržava izgradnju Izraelskih naselja smatrajući da su ista "jasan izraz nepobitnog prava židovskog naroda na zemlju Izraelovu." Nadalje, Likud smatra da bi rijeka Jordan trebala biti istočna granica Države Izrael. Benjamin Netaniahu je po prvi puta 2009. podržao ideju stvaranja Palestinske države, ali uz ispunjavanje nekoliko uvjeta, no 2015. je tijekom izborne kampanje izjavio da Palestinska država neće biti stvorena ako on bude izabran tvrdeći da "svatko tko danas ide ka stvaranju palestinske države i predaji zemlje [Arapima], predaje zemlju koja će se koristiti kao središte za izvođenje napada islamističkih ekstremista na državu Izrael". S obzirom na to da je u mladosti zagovarao isključivo ideju jedne države, mnogi su ovu izjavu protumačili kao nastavak zagovaranje te ideje no on je 19. ožujka 2015. godine izjavio da želi "mirno, održivo rješenje s dvije države".
U ekonomskim pitanjima Likud se zalaže za slobodno tržište i neoliberalnu ekonomsku politiku koju karakteriziraju niski porezi i privatizacija državnih tvrtki.

## Vanjske poveznice
- Službene stranice Likud-a